# Как работает музыка
«Как рабо́тает му́зыка»  (англ. How Music Works [haʊ ˈmjuːzɪk wɜːks]) — научно-популярная книга Дэвида Бирна — музыканта, писателя и общественного деятеля, наиболее известного по работе с группой Talking Heads. Он в нелинейной повествовательной манере обсуждает форму и влияние музыки, используя свой профессиональный опыт, чтобы создать автобиографическое произведение о теории музыки. Книга была опубликована через американский некоммерческий издательский дом McSweeney's 12 сентября 2012 года и в том же месяце была названа одной из лучших книг месяца на Amazon.com. Она получила в основном положительные отзывы.

## Структура и жанр
Несмотря на то что книгу «Как работает музыка» нельзя отнести к художественной литературе, произведение имеет нелинейную структуру, с информацией, подобной руководству. Автобиографические элементы и сведения по теории музыки переплетаются и перемешиваются друг с другом. Кроме того, каждая глава может представлять собой отдельное, самостоятельное произведение.

## Содержание

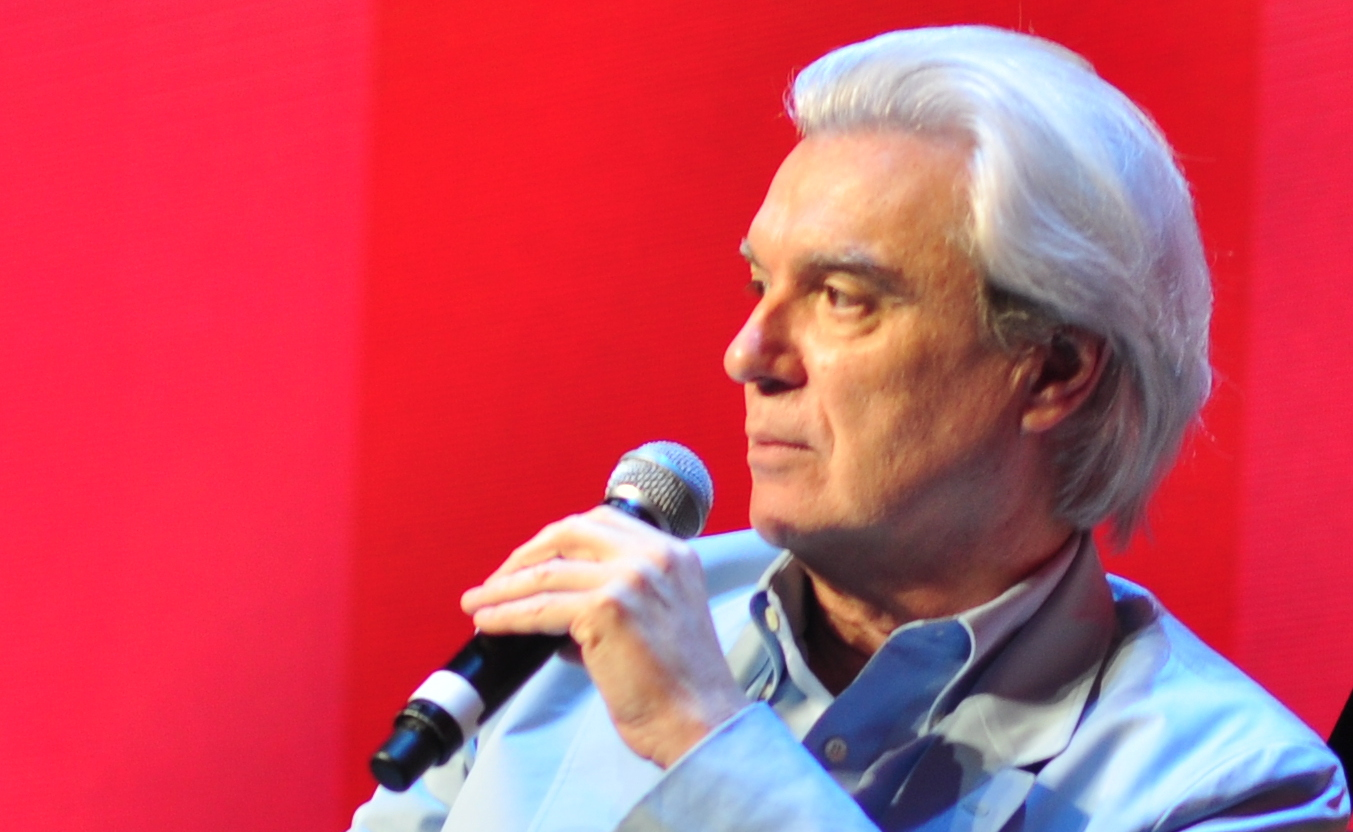
Дэвид Бирн

Бирн в своей книге рассматривает всеобъемлющее влияние музыки с рациональной точки зрения. Даже в таких тонких проявлениях, как пение птиц, автор пытается избежать романтизма. В целом он пишет, что никакая музыка «не нацелена исключительно на тело или голову», когда люди взаимодействуют с ней на разных уровнях восприятия. Вместе с этим автор предоставляет огромное количество исторических сведений о звукозаписи, рассматривая разные её воплощения: от видов эха в древних пещерах до MP3-плееров.
Кроме того, Бирн обсуждает свою карьеру в Talking Heads, подробно описывая многие моменты музыкальной карьеры группы. Он рассказывает, например, о том, как лирика к песне 1980 года Once in a Lifetime была вдохновлена записью проповедника, а большие костюмы, которые участники группы носили в их музыкальном фильме Stop Making Sense,  –  древним японским театром. Бирн избегает воспоминаний о личных конфликтах, которые привели к распаду группы. Вместо этого автор движется по истории группы, альбом за альбомом, чтобы сосредоточить своё внимание на выступлениях и записях, а также на влиянии денег и славы. В частности он посвящает главу ночному клубу CBGB и важным условиям, которые способствовали развитию новых артистов авангарда, помимо группы Бирна: Патти Смит, Ramones, Blondie.
Автор критикует звукозаписывающие компании. Он считает, что их не должно быть, но если они существуют, то их влияние должно сводиться к минимуму. Вместе с тем Бирн через личный опыт передаёт большое количество советов начинающим музыкантам, освещая техническую, организационную и экономическую стороны профессии.
Бирн пишет:
«Бывало, что я зарабатывал, а бывало, что меня грабили... У меня была творческая свобода, и на меня давили, чтобы я делал хиты. Я имел дело с высокомерным поведением со стороны сумасшедших музыкантов, и я видел гениальные записи замечательных артистов, которые совершенно игнорируются... Если вы думаете, что успех в мире музыки определяется количеством проданных пластинок, размером вашего дома или банковского счёта, тогда я не эксперт для вас. Я больше заинтересован в познании того, как люди могут провести целую жизнь в музыке».
Важное место в книге отводится критике классической академической музыки. Бирн, некоторое время обращавшийся к оперным ариям и в первых главах рассказывающий о классической музыке иронично, к последним главам обрушивается с жёсткой критикой в её адрес. Автор считает, что она, уже давно лишённая естественности в исполнении, ныне предназначена исключительно для элит. В этом плане классика разительно отличается от популярной музыки, которую считают низшей.
Таким образом, Бирн приходит к выводу: музыку необходимо вернуть к её истокам. Она должна вызывать чувство принадлежности, а не одиночества. Такого эффекта можно достигнуть только в моменты, когда граница между музыкантами и аудиторией исчезнет. Тогда автор не будет заметен, он станет создателем культуры, в которой и растворится.

## Оценка
| Оценки критиков                   | Оценки критиков |
| Издание                           | Оценка          |
| --------------------------------- | --------------- |
| The Daily Telegraph               | положительная   |
| The A.V. Club                     | A–              |
| Kirkus Reviews                    | положительная   |
| The Washington Post               | положительная   |
| The New York Times (Джон Рокуэлл) | смешанная       |
| The New York Times (Дуайт Гарнер) | негативная      |

В The Daily Telegraph был опубликован позитивный обзор, в котором Оливер Кинс заявил, что «Дэвид Бирн заслуживает большой похвалы». Кинс назвал книгу «столь же доступной, как и поп-музыка, но при этом способной изложить глубокие и поразительно оригинальные мысли, сделать открытия почти в каждом абзаце», и добавил, что «эта книга заставит читателя по-другому услышать музыку». Он также заметил, что «поклонники Talking Heads найдут много причин насладиться» и что «Бирн показывает не только то, как работает музыка, но и то, как должны работать музыкальные издания».
The A.V. Club также опубликовал положительный отзыв. Критик Джейсон Хеллер заметил, что «радость – пения и игры, размышления и танцев, внимания и удивления – превращает почти каждую страницу в песню». Кроме того, он писал: «Способность Бирна к парадоксу и страсти несёт в себе его беспорядочный рассказ».
Kirkus Reviews высоко оценил книгу как «в высшей степени умный, великолепно составленный анализ музыки как формы искусства и образа жизни». Журнал также заявил, что «любой, кто интересуется музыкой, подчерпнёт многое из этой книги».
Критик The Washington Post Тим Пейдж прокомментировал: «Это определённо щедрая книга –  приветливая, неформальная, отвлекающая, полная идей и интеллекта, – и у меня возникает приятное ощущение, что Бирн обращается непосредственно к читателю, делясь тем, что он подчерпывал годами и в чём он совершенно уверен». Заявив, что «Бирн может сказать много умных слов о поп-музыке», Пейдж похвалил «амбициозную» работу.
Критик The New York Times Джон Рокуэлл остался не удовлетворён печатной версией книги, добавив, что «Как работает музыка» будет лучше работать как электронная книга со ссылками на настоящую музыку». Рокуэлл отмечает, что Бирн обращается к людям разных возрастов и интересов, поэтому у его произведения должна быть потенциально большая читательская аудитория. Критик пишет: «Это книга о том, как работает музыка в том виде, в каком большинство людей сегодня её слышат, исполняют и о ней думают». Наконец, Рокуэлл сомневается, что название книги соотносится с содержанием: «Он часто произносит такие строки, как «Мы не создаём музыку – она создаёт нас. Возможно, в этом и заключается смысл всей этой книги». Но так ли это?»
Другой критик The New York Times Дуайт Гарнер обрушивается с более жёсткой критикой в адрес произведения Дэвида Бирна. Он считает, что «Как работает музыка» – это «рулон ментальных обоев, учебник для курса, на который вы не собирались подписываться. Он дрейфует между историей музыки, звуковой антропологией, незначительными биографическими сводками, обширной теорией поп-музыки и дедовскими советами по финансам и искусству. Это всё – то, какой нервная и отчуждённая музыка мистера Бирна с Talking Heads никогда не была: доброжелательной, благонамеренной, столь же легко забываемой, как рукопожатие агента по недвижимости».